# 青木雅彦
青木 雅彦（あおき まさひこ、1983年 - ）は静岡県静岡市出身の音楽家。
演奏活動の傍ら高校の吹奏楽団で指揮をする。演奏活動は吹奏楽、アンサンブル、ジャズバンド、創造音楽など幅広く活動をしている。指導活動を高校時代から始め2009年に10年目を迎える。また、芸能活動も行っており、都内コミュニティーラジオ局でパーソナリティをおこなっていた他、携帯電話『au』のCM「auの庭で。」シリーズで2回、チューバを持って撮影に参加しており、仲間由紀恵、松本潤らと共演をしている。

## 経歴
これまでにチューバを置塩孝裕、草分直樹、足立正、稲川榮一、吹奏楽を西村俊昭、秋山和慶、吉田行地、大木孝雄、伊藤康英、デニス・ジョンソン、ブリティッシュブラスを深石宗太郎、古田賢司に、ファンファーレ・バンドを原博巳、声楽を打田忠義、荒牧小百合、音楽全般を細谷裕和、角田晃にそれぞれ師事。

## 略歴
- 中学時代 - 静岡市立東豊田中学校吹奏楽部にてチューバと出会う。
- 高校時代 - 常葉学園橘高等学校音楽科にてチューバを専攻。 静岡市立竜爪中学校にて指導を始める。
- 2002年 - 洗足学園音楽大学に入学。チューバを専攻する。ゼミにて角田晃よりレッスン指導を学ぶ。
- 2003年 - 市民バンドでのエキストラ出演など、演奏活動を開始する。 神奈川県に吹奏楽での指揮活動を開始する。
- 2004年 - 大学内でメンバーを集め後の「otobito tokyo」である「Enterna brass」を立ち上げる。
- 2005年 - WASBE 2005 in シンガポール（第12回世界吹奏楽大会）に大学を代表し出場。
- 2006年 - 大学を卒業し、指導の拠点を千葉県に移す。
- 2007年 - 静岡県に戻り、演奏、指揮、指導活動を開始する。県立清水工業高校にて最後の年を指導する。デキシージャズバンド「special source」に加入。
- 2007年 - 音楽集団「音民」を立ち上げる。 2009年退団。2013年再入団。
- 2008年 - 常葉学園橘高等学校吹奏楽部にて正式にコーチとして就き、静岡県中部吹奏楽コンクールにて指揮を振る。音大卒業者で作るプロ吹奏楽団を目指すomosan wind brass 首席チューバ奏者に着任。2010年に解散・退任。
- 2009年 - ディキシーランド・ジャズ・バンド「Muskrat Ramble - ウェイバックマシン（2010年6月23日アーカイブ分）」結成メンバー。清水イルコンパーニョに入団。常葉学園橘高等学校　非常勤講師。アンサンブル「duda」を結成。活動の拠点を山梨県南部の地域まで広げる。２校の吹奏楽部を期間限定で仕切り、合同演奏会を開催。
- 2010年 - ムジーク・トリオ・アテルナを結成。藤枝西高等学校ウインドオーケストラ部　講師。
- 2011年 - ブラシックウインザ　副指揮。清水第六中学校　吹奏楽部指導員。
- 2012年 - ぶるうず結成

## 現在活動中の団体
【演奏】
- Persone interessanti（デュオ）
- Muskrat Ramble - ウェイバックマシン（2010年6月23日アーカイブ分）（デキシージャズ）
- 音音創造（創作音楽）
- Honey Bakery Ensemble（ヒーリング音楽系アンサンブル）
- Brise de mer（金管アンサンブル）　主宰
- 音民ウインドアンサンブル（吹奏楽）
- ムジーク・トリオ・アテルナ（トリオアンサンブル）
- duda（アンサンブル）

【演出】
- プラチナブラスクインテット
- 劇団「＠is」アットイズ

【指揮】
- 藤枝西高等学校　ウインドオーケストラ部
- ブラシックウインザ
- 春日ブラスコミュニケーション
- 音民ウインドアンサンブル
- たけはら吹奏楽団

【プロデュース】
- waist strike（ラジオ番組）
- みんながおもろナイト（ラジオ番組）

## 補足
幼少期はサッカー少年であり、清水エスパルスが行っていた小学生向けのサッカー教室で当時正ゴールキーパーであった眞田雅則（元清水エスパルスGKコーチ）からPKで点を奪ったことがある。しかし公式戦では1回のオウンゴールでの記録しかなく、トータルがマイナス1という冗談のような記録を残している。

## リンク
- 旧「あおいろ みゅーじっく」
- 公式ブログ 「あおいろ みゅーじっく」